# JIR Team Scot
JIR Team Scot a été le fruit de la collaboration entre le team MotoGP JIR, dont le directeur est Gianluca Montiron, et le team 250 cm3 Scot Kopron, et qui a remplacé le team JIR Konica Minolta, qui a vu passer notamment Makoto Tamada et Shinya Nakano. Le team manager était Cirano Mularoni et l'unique pilote du team Andrea Dovizioso. Le team a participé à la saison 2008 de MotoGP, et se sépare en 2009 de JIR pour devenir Scot Racing Team.